# Île aux Moines
Pour les articles homonymes, voir Île aux Moines (homonymie).
L'île aux Moines est une île française, la plus grande du golfe du Morbihan en région Bretagne. Elle constitue, avec les îles de Brouel, Holavre et l'île Creïzic, la commune de l'Île-aux-Moines.

## Étymologie
Elle fut appelée successivement Crialeis (« croix courte »), puis Enez manac'h (« île au moine », graphie du XIe siècle : « Enest Manach »), qui donna la contraction du breton actuel en Enizenac'h ou Izenah. Son nom provient du fait qu'elle fut propriété des moines de l'abbaye Saint-Sauveur de Redon.

## Géographie

### Situation
L'île aux Moines est située dans le golfe du Morbihan.

### Description
Elle mesure 7 km de long sur 3,5 km de large pour une superficie de 310 ha. Sa forme est celle d'une croix et aucun point de l'île n'est situé à plus de 450 m de la mer.

## Histoire
L'Île aux Moines est habitée depuis l'époque néolithique comme l'attestent les dolmens encore visibles ainsi que d'autres vestiges. Des traces d'occupation à l'époque gallo-romaine ont également été découverts au bourg.
En 854, le roi de Bretagne Erispoë en fit don à l'abbaye Saint-Sauveur de Redon, créée par son père Nominoë.
Après les invasions normandes du Xe siècle, l'île est rattachée à la paroisse d'Arradon.
En 1543, elle fut érigée en trève.
Elle devient une commune sous le nom d'Île-aux-Moines et Paul Luco en devient le premier maire le 21 février 1790.